# Сырт (железнодорожная станция)
Сырт — посёлок железнодорожной станции в Переволоцком районе Оренбургской области. Село образует Южноуральский сельсовет.

## Население
| 2010 | 2012 | 2013 | 2014 | 2015 | 2016 | 2017 |
| ---- | ---- | ---- | ---- | ---- | ---- | ---- |
| 895  | ↗897 | ↗932 | ↘913 | ↗918 | ↗934 | ↘926 |
| 2018 | 2019 | 2020 | 2021 |      |      |      |
| ↘913 | ↗920 | ↘895 | ↗964 |      |      |      |

## Инфраструктура
- Железнодорожная станция Сырт.